# Copa FA de Sri Lanka
La Holcim FA Cup es el torneo de copa de fútbol a nivel de clubes más importante de Sri Lanka, el cual es organizado por la Federación de Fútbol de Sri Lanka.
Fue creada en el año 1939, aunque su primera edición se jugó en 1948 y todos los equipos del país afiliados tienen derecho de participar en ella.

## Lista de Campeones

### Ceylon FA Cup
- 1948 : Sunrise SC (Colombo) 2-1 Police SC (Colombo)[1]
- 1949 : Saunders SC (Colombo) venció al Sri Lanka Police SC (Colombo)
- 1951 : Sunrise SC (Colombo) 2-0 Sri Lanka Police SC (Colombo)
- 1952 : Saunders SC (Colombo)
- 1954 : Saunders SC (Colombo)
- 1955 : Saunders SC (Colombo) 2-0 Royal Air Force
- 1960 : Saunders SC (Colombo) 7-2 Wellawatte Spinning and Weaving Mills
- 1960 : Army SC (Colombo) bt Ratnam SC (Colombo)
- 1963 : Saunders SC (Colombo)
- 1964 : Saunders SC (Colombo)
- 1967 : Sunrise SC (Colombo)
- 1967 : Victory SC
- 1969 : Colombo Municipal Council SC
- 1971 : Colombo Municipal Council SC
- 1972 : Colombo Municipal Council SC
- 1973 : Colombo Municipal Council SC
- 1982 : Saunders SC (Colombo)
- 1993/84 : Saunders SC (Colombo) vanció al Renown SC (Colombo)
- 1984/85 : Saunders SC (Colombo) 4-2 Renown SC (Colombo)
- 1985/86 : Air Force SC (Colombo) venció al Renown SC (Colombo)
- 1986/87 : Renown SC (Colombo)

### Bristol - Sharp - Holcim FA Cup
| Temporada | Campeón             | Resultado      | Finalista               |
| --------- | ------------------- | -------------- | ----------------------- |
| 1987-88   | Saunders SC         |                |                         |
| 1988-89   | Renown SC           | 4-0            | Saunders SC             |
| 1989-90   | Renown SC           | Venció a       | Air Force SC            |
| 1990-91   | York SC             | Venció a       | Old Benedictans SC      |
| 1991-92   | Saunders SC         | Venció a       | Old Benedictans SC      |
| 1992-93   | Saunders SC         |                |                         |
| 1993-94   | Renown SC           | Venció a       | Sri Lanka Police SC     |
| 1994-95   | Renown SC           | 2-0            | Ratnam SC               |
| 1995-96   | Old Benedictans SC  | Venció a       | Renown SC               |
| 1996-97   | Saunders SC         | 1-0            | Sri Lanka Police SC     |
| 1997-98   |                     | Desconocido    |                         |
| 1998-99   | Saunders SC         | 3-2            | Renown SC               |
| 1999-00   | Ratnam SC           | 2-1            | Saunders SC             |
| 2000-01   | Saunders SC         | 4-0            | Negombo Youth SC        |
| 2001-02   | Ratnam SC           |                |                         |
| 2002-03   | Renown SC           | 1-0            | Air Force SC            |
| 2003-04   | Ratnam SC           | 2-2 (4-2 pen.) | Renown SC               |
| 2005      | Ratnam SC           | 3-1            | Saunders SC             |
| 2006      | Ratnam SC           | 2-2 (5-3 pen.) | Negombo Youth SC        |
| 2007      | Negombo Youth SC    | 3-0            | Saunders SC             |
| 2008      | Sri Lanka Police SC | 1-1 (6-5 pen.) | Civil Security Force SC |
| 2009      | Ratnam SC           | 3-3 (3-0 pen.) | Army SC                 |
| 2010      | Navy SC             | 2-1            | Nandimithra SC          |
| 2011      | Army SC             | 2-0            | Don Bosco SC            |
| 2012      | Navy SC             | 1-1 (5-4 pen.) | Army SC                 |
| 2013-14   | Army SC             | 2-0            | Blue Star SC            |
| 2014-15   | Colombo FC          | 1-0            | Blue Star SC            |
| 2015-16   | Army SC             | 3-1            | Renown SC               |
| 2016-17   | Army SC             | 5-1            | Java Lane SC            |
| 2018      | Army SC             | 4-2            | Saunders SC             |
| 2019-20   | Sri Lanka Police SC | 1-1 (5-4 pen.) | Saunders SC             |

## Títulos por club
| Club               | Ciudad    | Campeón | 2° | Años campeón                       |
| ------------------ | --------- | ------- | -- | ---------------------------------- |
| Saunders SC        | Colombo   | 6       | 6  | 1988, 1992, 1993, 1997, 1999, 2001 |
| Ratnam SC          | Colombo   | 6       | 1  | 2000, 2002, 2004, 2005, 2006, 2009 |
| Renown SC          | Colombo   | 5       | 4  | 1989, 1990, 1994, 1995, 2003       |
| Army SC            | Ratnapura | 5       | 2  | 2011, 2014, 2016, 2017, 2018       |
| Police SC          | Colombo   | 2       | 2  | 2008, 2019                         |
| Navy SC            | Colombo   | 2       | -  | 2010, 2012                         |
| Negombo Youth SC   | Negombo   | 1       | 2  | 2007                               |
| Old Benedictans SC | Colombo   | 1       | 2  | 1996                               |
| York SC            | Kandy     | 1       | -  | 1991                               |
| Colombo FC         | Colombo   | 1       | -  | 2015                               |
| Air Force SC       | Colombo   | -       | 2  | -----                              |
| Nandimithra SC     | ---       | -       | 2  | -----                              |
| Blue Star SC       | Kalutara  | -       | 2  | -----                              |
| Don Bosco SC       | Negombo   | -       | 1  | -----                              |
| Jupiter SC         | Negombo   | -       | 1  | -----                              |
| Java Lane SC       | Colombo   | -       | 1  | -----                              |